# Arpa Khan
Arpa Khan (? - 1336) fou el desè Il-kan de Pèrsia que va governar del 1335 al 1336. Era descendent d'Arig Boke (Ariq Buqa) germà petit d'Hulagu, branca familiar establerta a l'Iran el 1308.
A la mort d'Abu Said Bahadur Khan el visir Ghyath al-Din Muhammad ibn Rashid al-Din va comunicar que Arpa havia estat designat successor i fou entronitzat a la plana de Karabagh al cap de cinc dies (5 de desembre de 1335) prenent el títol de Sultan Muizz al-Dunya wa l-Din Mahmud. El kan de l'Horda d'Or, Uzbeg Khan, s'hi estava acostant però es va retirar quan el nou kan es va dirigir a la frontera.
Arpa va retornar triomfalment a la seva capital. Es va casar llavors amb Sati Beg Khatun al-sultana al-radila, la germana del seu predecessor. El Shaykh Hasan fou restaurat com amir al-ulus i un bon nombre d'emirs foren alliberats. En canvi va fer executar a diverses persones lligades a l'anterior kan com la seva muller principal Bagdad Khatun (sospitosa d'enverinar al seu marit i de contactes amb l'Horda d'Or) i l'emir Mahmud Shah Indju (març del 1336).
La seva situació era difícil perquè una de les dones d'Abu Said, Delshad Khatun, estava embarassada i si donava a llum un fill seria l'hereu legítim. Finalment va néixer una filla, cosa que va solucionar el problema. La mare d'Abu Said, Hadjdji Khatun s'oposava al seu govern i incitava el seu germà l'oirat Ali Padshah, que era al Diyar Bakr on tenia un feu; Delsad Khatun es va refugiar al seu territori, i llavors Ali Padshah va proclamar com a kan a Musa, fill gran de l'antic kan Baidu Khan, i es va assegurar la neutralitat de Shaykh Hasan; llavors va avançar contra Arpa. Molts dels militars i seguidors d'aquest van desertar fins i tot aquells que li devien la llibertat; Arpa fou derrotat en un combat a Jagatu (moderna Zarrina Rud) en una data el mes de maig de 1336, que probablement fou el dia 9. Fou fet presoner a Sultaniya i portat a Udjan, on fou lliurat al fill de Mahmud Indju, el qual, en venjança per la mort del pare, el va fer matar el 15 de maig de 1336.